# Chrysler Sebring
O Sebring é um sedan de porte médio da Chrysler.